# Station Kallhäll
Kallhäll is een station van de pendeltåg, in Kallhäll-Stäket in de gemeente Järfälla aan de Mälarbanan, 21,2 km ten noordwesten van Stockholm C.

## Geschiedenis
Het station werd in 1907 door de toenmalige Stockholm-Västerås-Bergslagens järnväg om het nieuwe industriegebied en de aangrenzende woonwijk Bolinder te bedienen. Voordien passeerden de treinen Kallhäll zonder te stoppen en was er alleen één baanwachterswoning.
In 1964 kwam het dubbelspoor tussen Stockholm C en Kallhäll gereed. Nadat in 1964. Het station werd aangepast voor forensentreinverkeer nadat SL in 1967 de voorstadsdiensten in Stockholms län van de SJ had overgenomen. In de jaren 1999-2000 vond een grote verbouwing plaats in verband met het doortrekken van het dubbelspoor verder naar het noorden.

### Uitbreiding
In maart 2014 begon de Zweedse spoorwegbeheerder met de voorbereidingen voor de herbouw van het stationsgebied in Kallhäll. Op 22 april 2014 werd het stationsgebouw gesloten waarna het op 23-24 mei werd gesloopt. Voor het reizigersverkeer werd toen een noodgebouw opgetrokken aan de zuidkant van het eilandperron. In december 2014 gaf de Zweedse spoorwegbeheerder aan aannemer Skanska de opdracht om het nieuwe forensentreinstation met stationsgebouw en aansluitende voetgangers- en fietsbrug in Kallhäll te bouwen. Het nieuwe station bevindt zich op bijna dezelfde plaats als het oude en heeft vier sporen voor forensentreinen, waarvan twee doorgaande sporen en twee kopsporen voor de diensten die niet verder naar het noorden doorrijden. Buiten de perronsporen liggen aan weerszijden sporen voor langeafstands- en goederentreinen. Het opstelspoor aan de westkant brengt het totaal op zeven sporen. In de zomer van 2016 werd het verkeer acht weken stilgelegd voor de afwerking van het nieuwe emplacement. Op de 8 augustus 2016 werd het nieuwe station geopend.

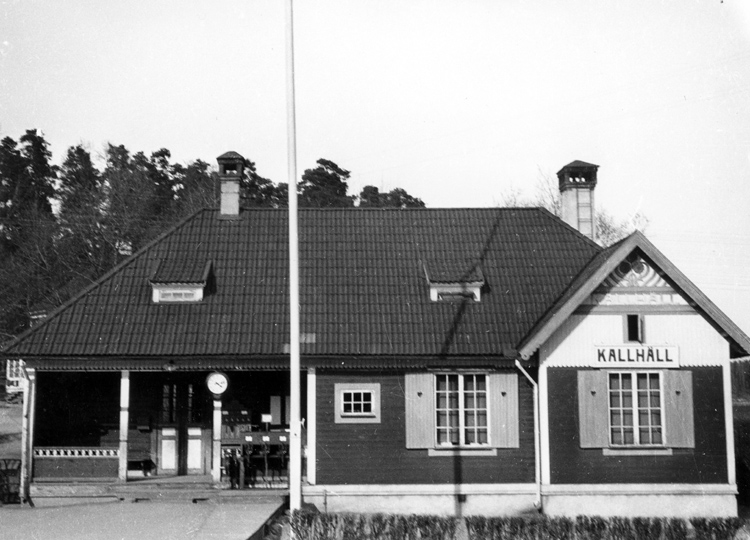
Het station in de jaren 20 van de 20e eeuw.
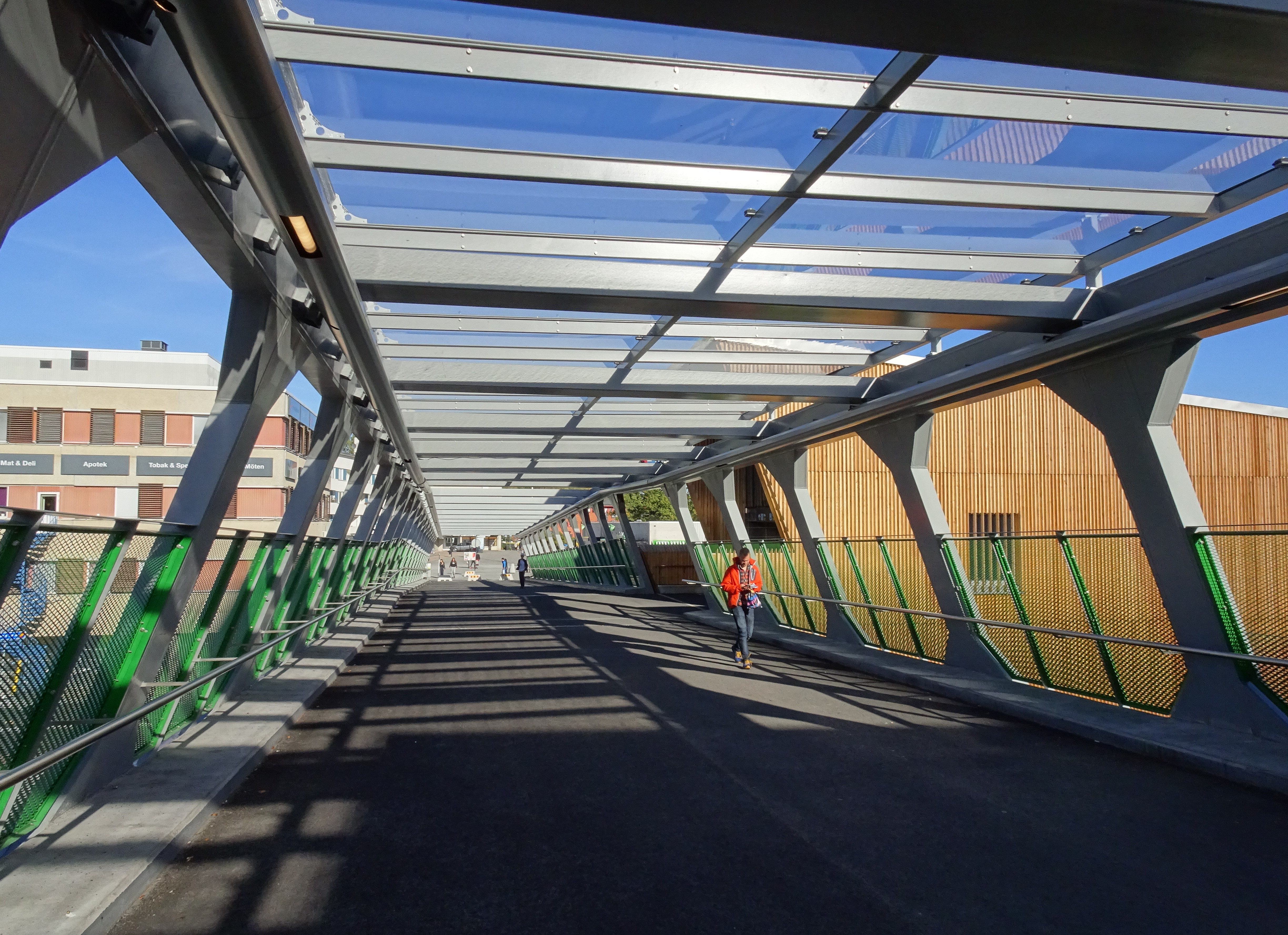
De overdekte toegangsbrug.
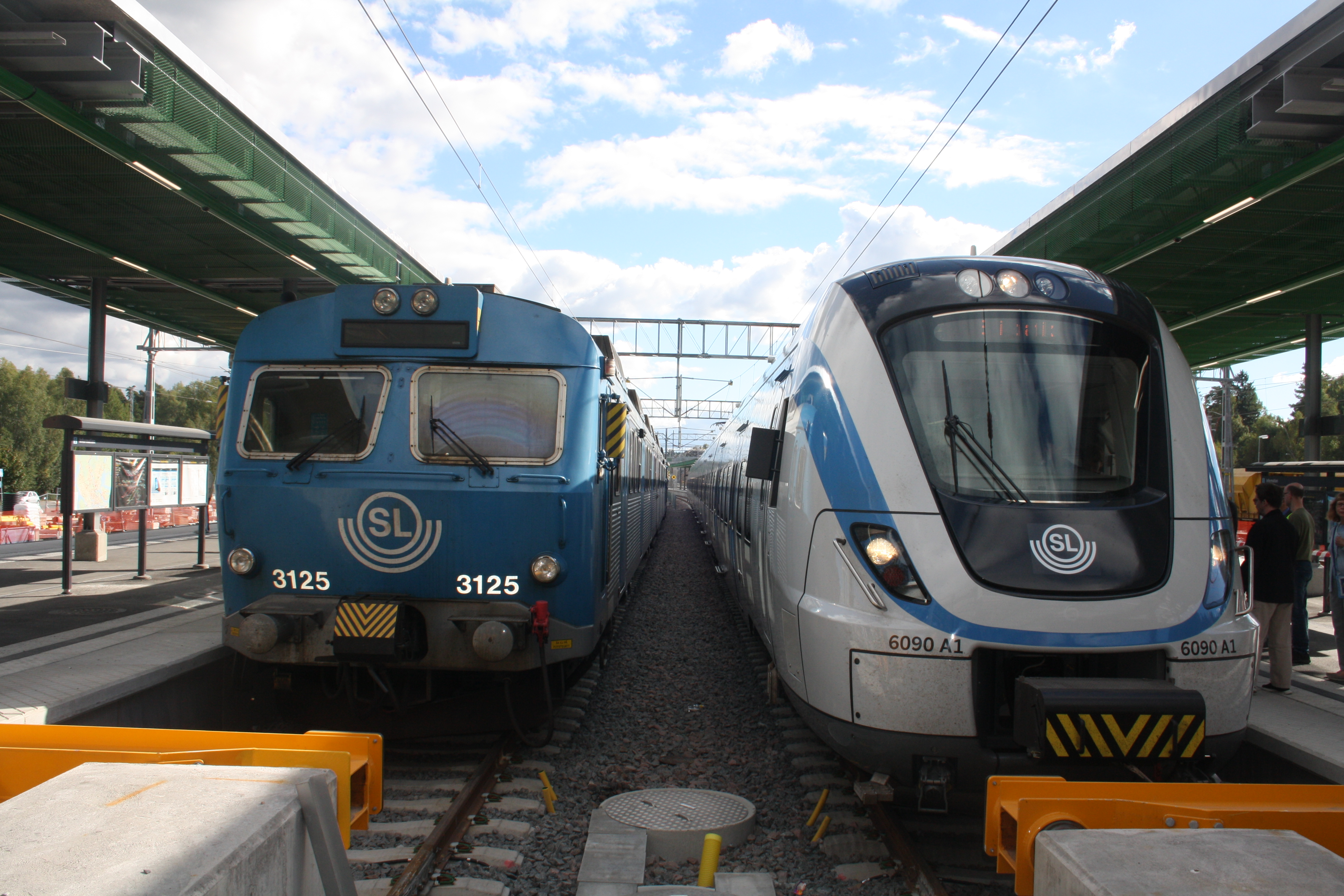
Pendeltåg materieel op de kopsporen.

## Ligging en inrichting
De ingang is aan de noordkant van het station te bereiken via een nieuw gebouwde voetgangers- en fietsbrug met een glazen dak. De brug verbindt het centrum van Kallhäll en het busstation met het wandel- en fietspad naar het natuurreservaat Görväln en de woonwijk Bolinder aan de westkant. Over de sporen aan de zuidkant ligt ook een loopbrug die is voorbereid voor een tweede toegang tot de perrons. Het station is ontworpen door Rundquist Arkitekter, dat ook opdracht kreeg voor de bouw van een toegang bij het busstation, een brug over het spoorgebied en een perron met dak en meubilair. Het stationsgebouw en trappenhuis bij het busstation zijn zowel van binnen als van buiten bekleed met Siberisch larikshout. De loopbrug, ontworpen door Tyréns, is 40 meter lang en weegt 129 ton. Hij werd in onderdelen gebouwd in een fabriek die ter plaatse op hun plaats werden getild. Naast het station ligt een busstation en centrum van Kallhäll. Het station telt ongeveer 3.900 instappers op weekdagen (2015).